# Sept Piliers de la sagesse
Cet article concerne la formation rocheuse. Pour le livre, voir Les Sept Piliers de la sagesse.
Les Sept Piliers de la sagesse (en anglais : Seven Pillars of Wisdom) sont une formation rocheuse du Wadi Rum, une vallée désertique située au sud de l'Arabah, en Jordanie.
La formation rocheuse est composée de grès rouge.
Son nom est inspiré d'un verset du Livre des Proverbes de la Bible (IX, 1-6) : « La Sagesse s’est bâtie une maison ; elle a taillé sept colonnes », et est notable pour être repris également pour le titre du livre Les Sept Piliers de la sagesse (1922), le récit autobiographique des aventures de Thomas Edward Lawrence (plus connu sous le nom de « Lawrence d'Arabie ») parlant notamment de la révolte arabe de 1916-1918.

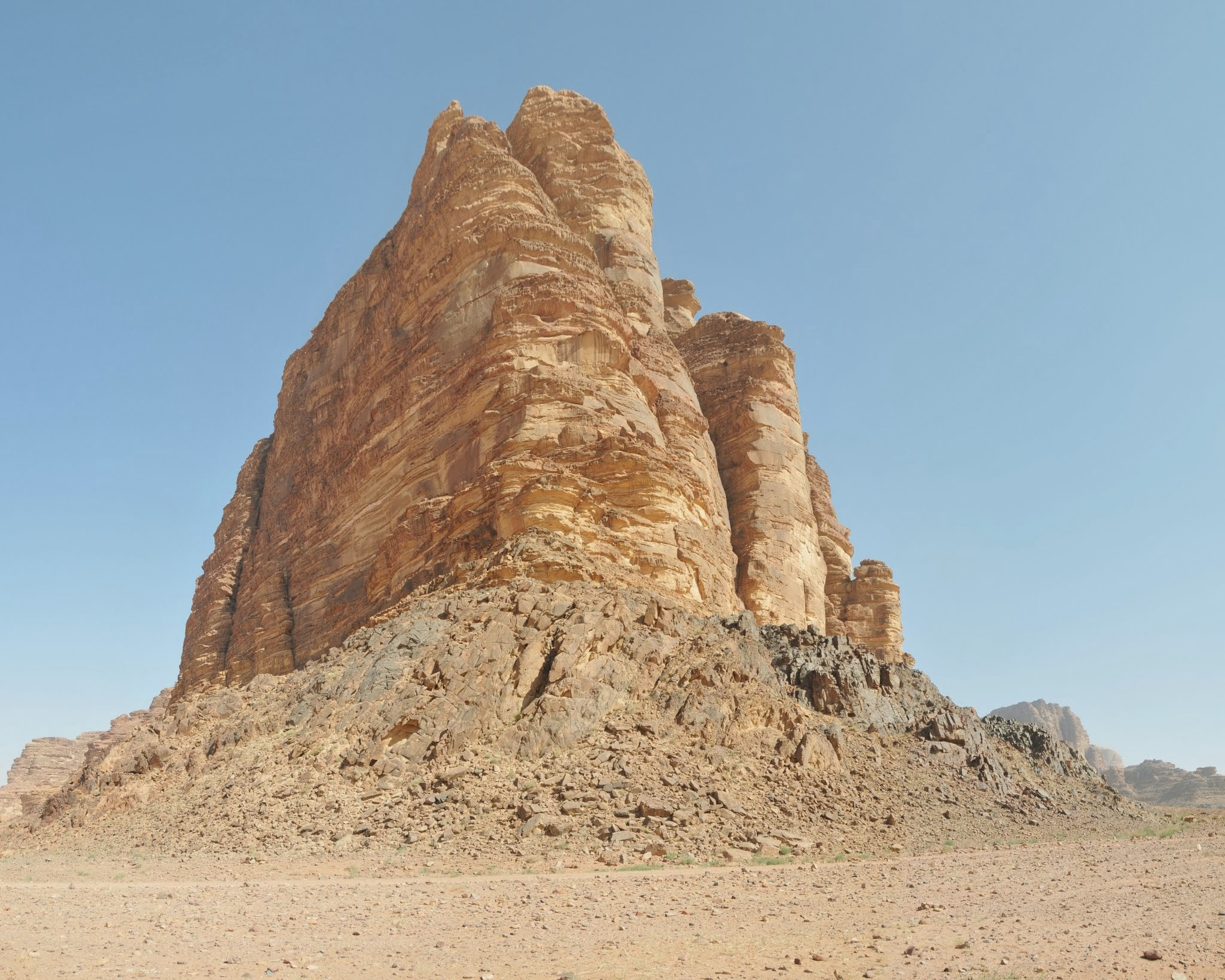
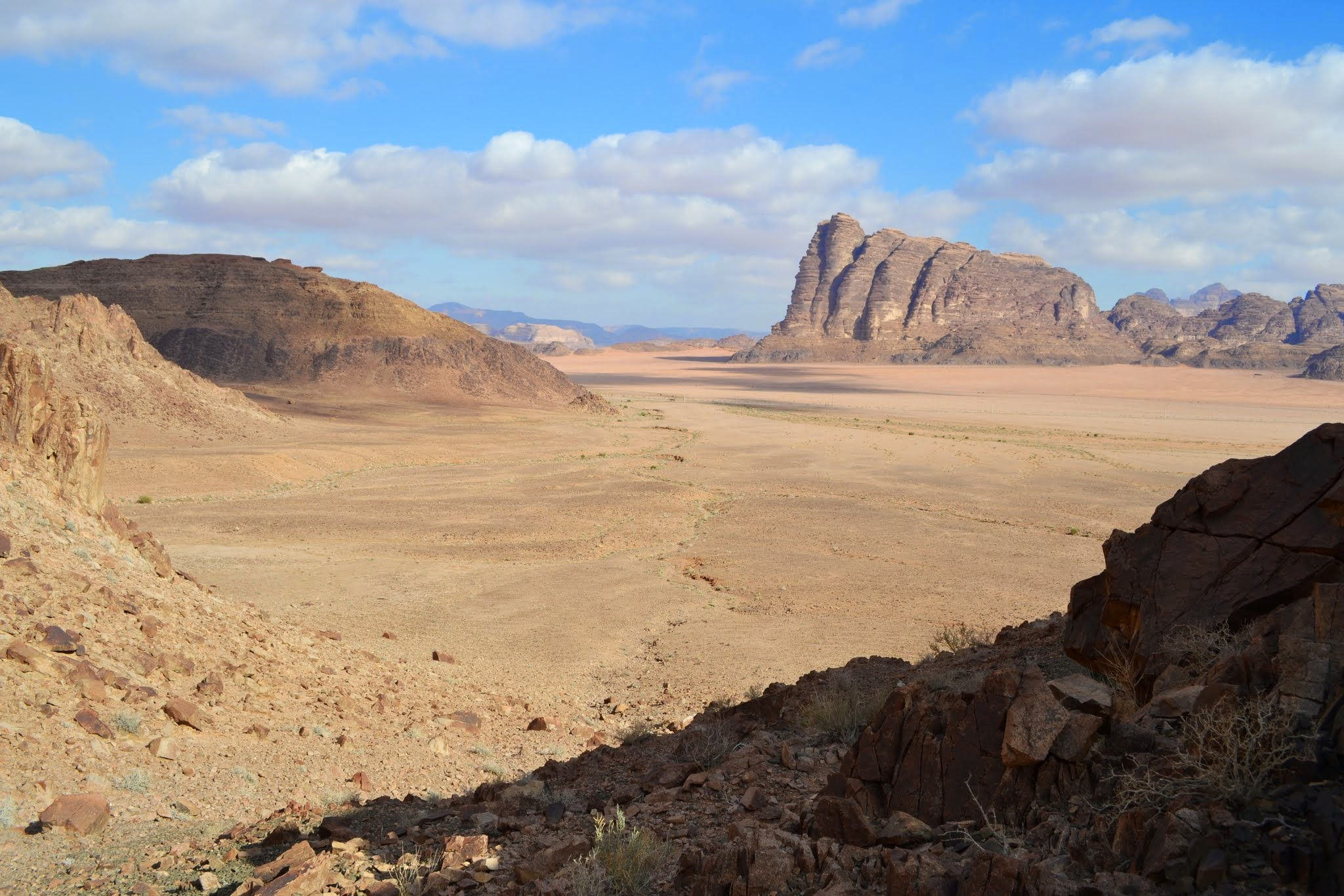
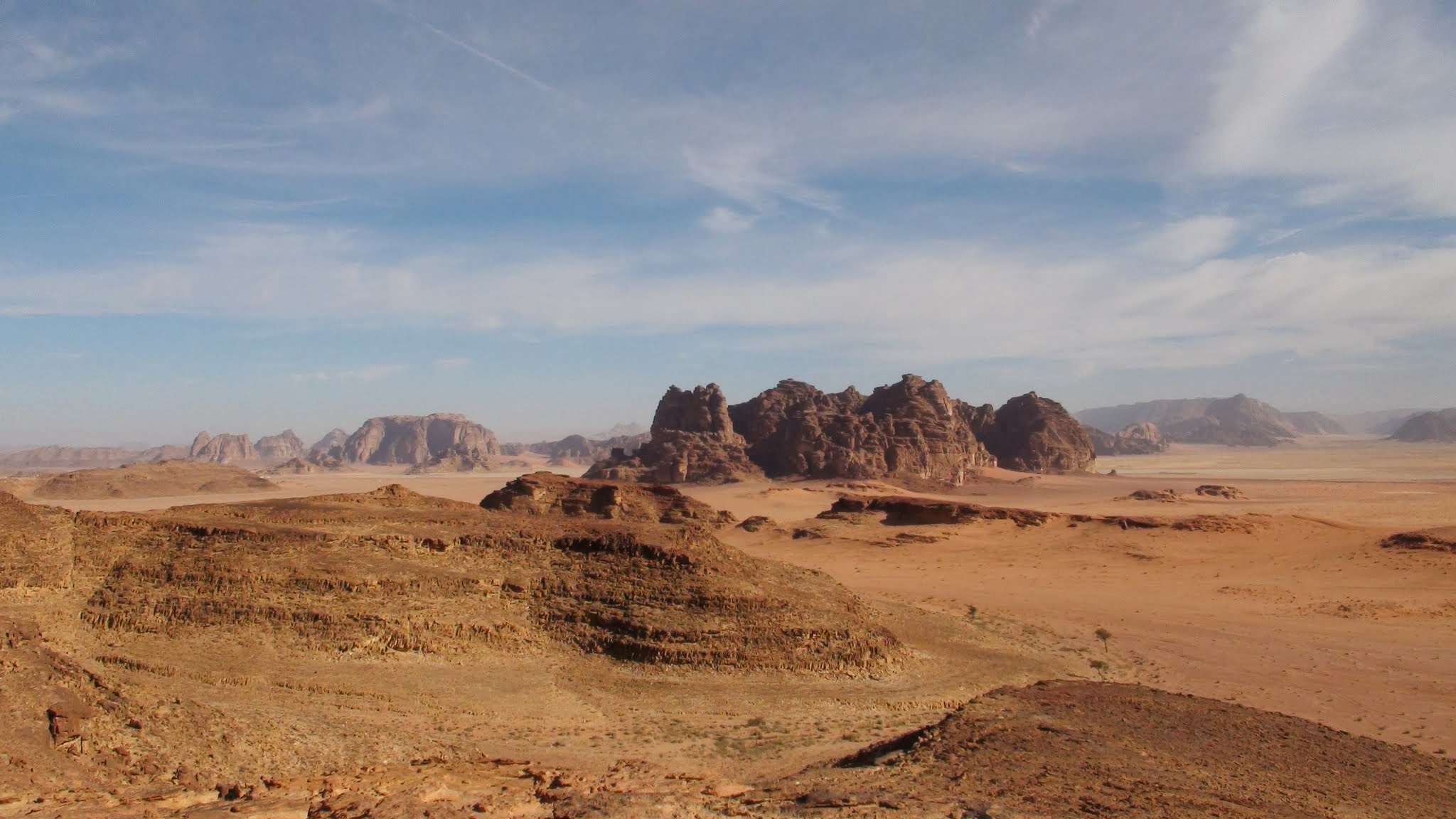
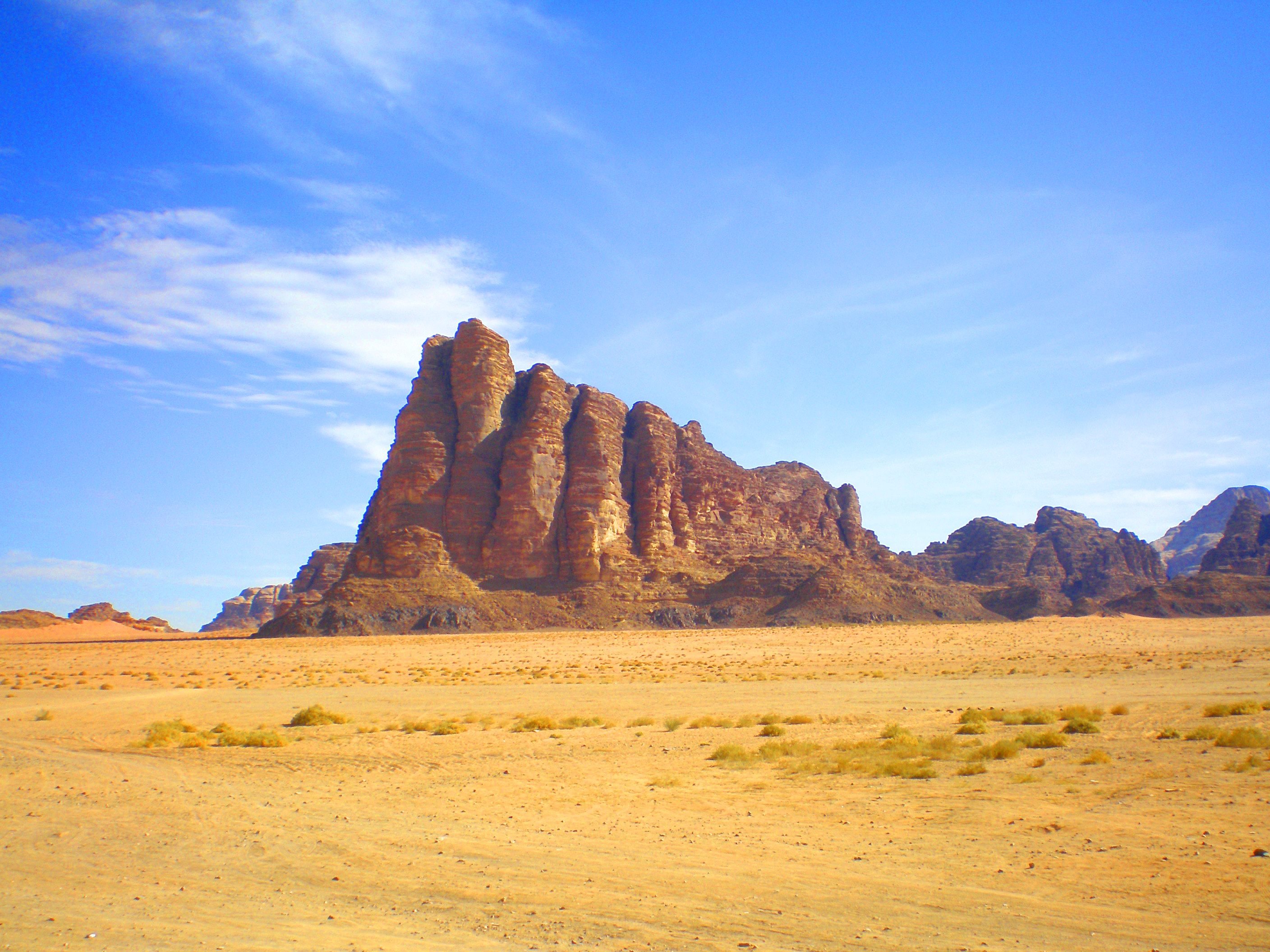
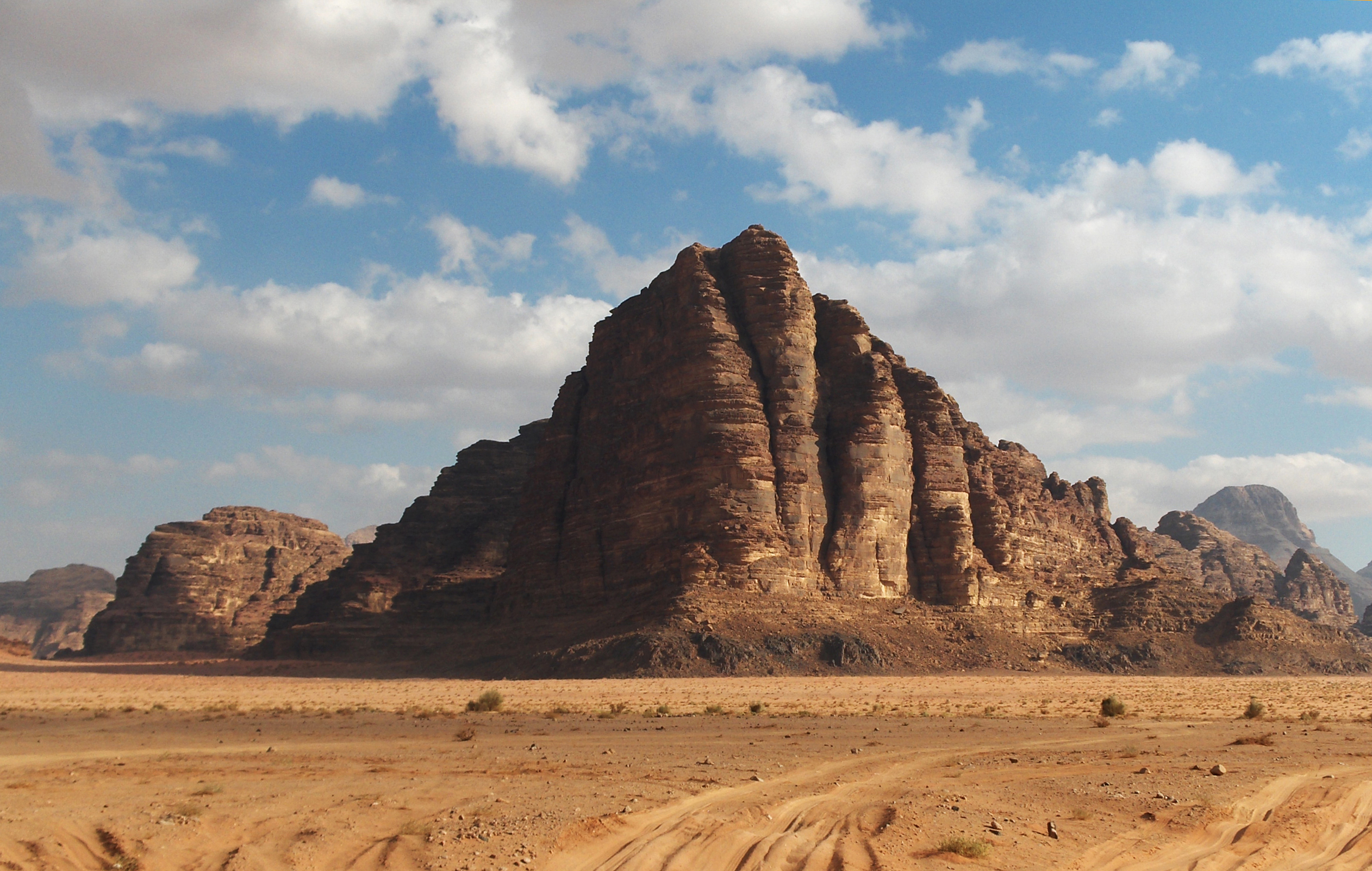
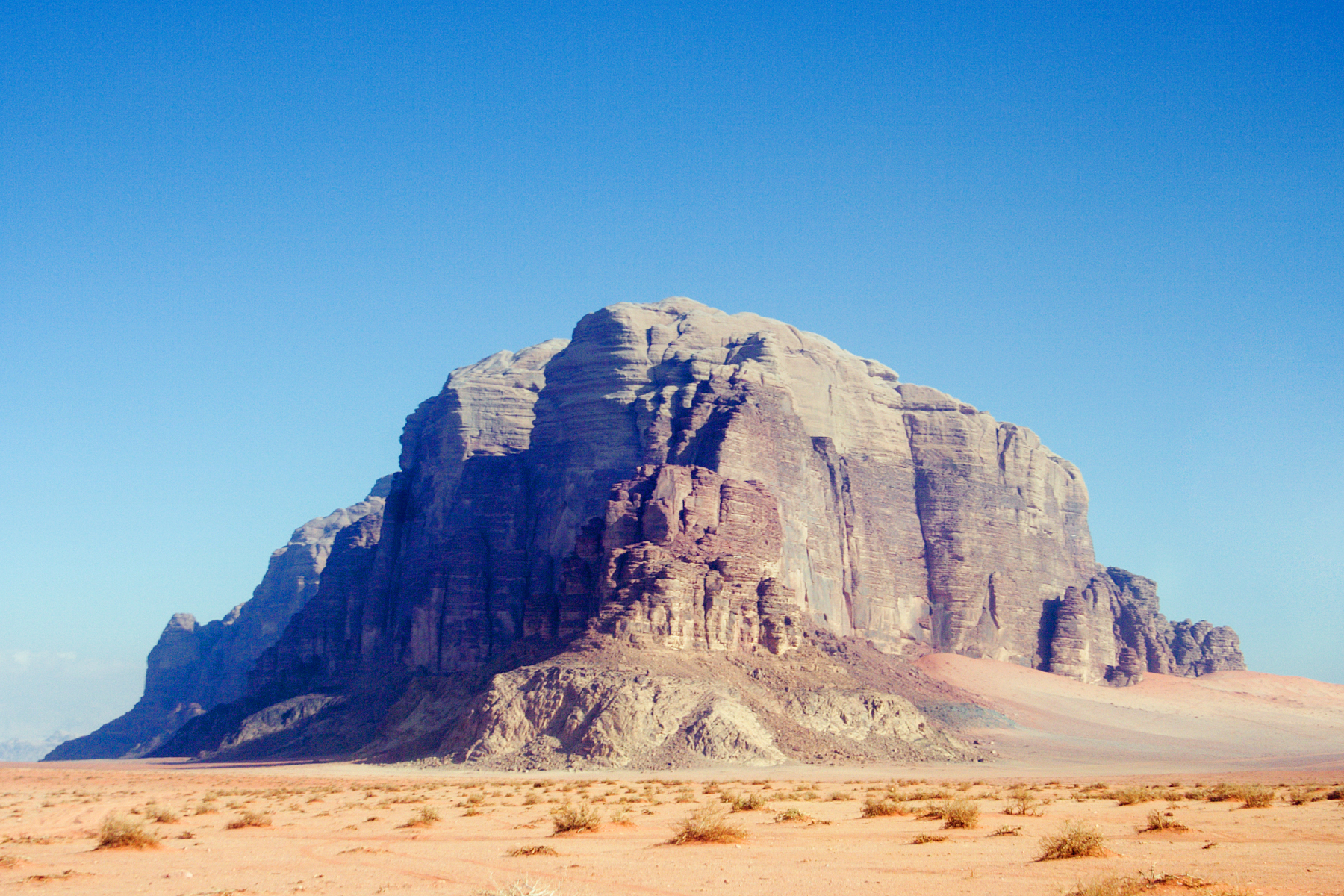